# 長吻大眼鯒
長吻大眼鯒，又稱長吻牛尾魚為輻鰭魚綱鮋形目牛尾魚科的其中一種。

## 分布
本魚分布於台灣東北部。

## 深度
水深5至100公尺。

## 特徵
體延長平扁，向後漸狹小。頭平扁尖長，背面粗糙，具顆粒突起。稜和棘均發達。側線前部僅具1至4棘。吻長大於眼徑，體呈紅棕色，體側具不顯著暗橫帶。尾鰭與胸鰭紅色，胸鰭散布著黑點。

## 生態
喜棲於沙泥質底之大陸棚，活動力差，通常停滯於一地或潛入沙中，以身體的保護色來欺敵及誘捕小魚及甲殼類。

## 經濟利用
食用魚，以油煎為宜。